# 西本理一
西本理一（1976年4月20日—）是日本的男性聲優。北海道出身。所屬81 Produce。

## 演出作品

### 電視動畫
2002年
- PIANO（學生B）
- 洛克人EXE（鬼面騎士）
- 魔法咪路咪路（士兵A、不良男子B、兔子）

2003年
- 貯金大冒險（不規則）

2004年
- 海洋小子（馬修、魚雷機器人、男子）
- 戀風（教師）
- 狂砂小子（澤田）
- 機獸超世紀（比利、航空隊員）
- 決鬥王 命令（青柳）
- 花右京女侍隊 La Verite（指定客）
- 洛克人EXEAXESS（鬼面騎士）
- 魔法咪路咪路 Wonderful（松竹防衛隊員、兔子C）

2005年
- 極樂天師（右京、老爺爺）
- 索斯機械獸V（哈克、小隊長、游擊隊員）
- 南島的小飛機 巴迪（摩斯基特老大）
- MÄR 魔兵傳奇（觀眾）

2006年
- 幸運女神 各自的羽翼（男子們）
- 極樂天師喝！！（右京）
- 無罪的維納斯（力）
- 批發音樂 練馬蘿蔔兄弟（警察署長、政治家）
- 學園天堂 BOY'S LOVE HYPER!（刺客2）
- 機神咆哮Demonbane（魚人）
- 銀魂（隊員）
- 不平衡抽籤（間諜B）
- 戀愛天使安琪莉可 〜心覺醒之時〜（村人、男人）
- 涼宮春日的憂鬱（打擊手（上原盜版））
- 雙面騎士（議員A、律師、船員、其他）
- 絲路少年尤特（面具族）
- 暮蟬悲鳴時（市公所的男人、男子A、男子B、村人B）
- 無敵看板娘（不良男子2）
- 甜蜜偶像（風間）
- 洛克人EXEBEAST（鬼面騎士）

2007年
- 偶像大師 XENOGLOSSIA（導演）
- 鋼鐵神吉克（所員B）
- 經靈守護者（斥侯C）
- Baccano!（史帕克、甘德魯成員）
- 忍者龜（垃圾人）

### 劇場版動畫
- 神奇寶貝劇場版：神奇寶貝保育家與蒼海的王子 瑪納霏（巨鯨）

### 遊戲
- 貯金大冒險Great 時空的冒險家（滷汁）
- 貯金大冒險DS 天空的勇者們（滷汁、鵝肝博士）
- 北斗神拳（戴亞）
- VR快打 CYBER GENERATION（月）

### 電視劇
- 再來的星期日（春）
- 打開！Goma（格魯）
- 地球支援者（旁白）

### 外語配音
- 奧利佛挑美食（旁白）

### 外語配音（動畫）
- 建築師巴布（JJ）

### CM
- 麥當勞"麥克鐵板燒"（旁白）

## 外部連結
- 81 Produce公開簡歷 （页面存档备份，存于）